# Lars Åkesson
Pour les articles homonymes, voir Åkesson (homonymie).
Lars Arne Åkesson, né le 26 août 1963 à Malmö en Scanie, est un patineur artistique suédois. Il est sextuple champion de Suède entre 1981 et 1986.

## Biographie

### Carrière sportive
Lars Åkesson  domine le patinage artistique masculin suédois de 1981 à 1986 en devenant sextuple champion de son pays.
Il représente son pays à trois mondiaux juniors (1977 à Megève, 1978 à Megève et 1979 à Augsbourg), six championnats européens (1981 à Innsbruck, 1982 à Lyon, 1983 à Dortmund, 1984 à Budapest, 1985 à Göteborg et 1986 à Copenhague), quatre mondiaux seniors (1982 à Copenhague, 1983 à Helsinki, 1985 à Tokyo et 1986 à Genève) et aux Jeux olympiques d'hiver de 1984 à Sarajevo.
Il arrête les compétitions sportives après les mondiaux de 1986.

## Palmarès
| Compétitions principales      | 1977    | 1978    | 1979    | 1980    | 1981    | 1982    | 1983    | 1984    | 1985    | 1986    |  |  |  |  |
| Jeux olympiques d'hiver       |         |         |         |         |         |         |         | 17e     |         |         |  |  |  |  |
| Championnats du monde         |         |         |         |         |         | 19e     | 15e     |         | 16e     | 17e     |  |  |  |  |
| Championnats d'Europe         |         |         |         |         | 13e     | 17e     | 11e     | 13e     | 9e      | 10e     |  |  |  |  |
| Championnats de Suède         | 3e      | 3e      | 3e      | 3e      | 1er     | 1er     | 1er     | 1er     | 1er     | 1er     |  |  |  |  |
| Championnats du monde juniors | 10e     | 12e     | 9e      |         |         |         |         |         |         |         |  |  |  |  |
|                               |         |         |         |         |         |         |         |         |         |         |  |  |  |  |
| Autres Compétitions           | 1976/77 | 1977/78 | 1978/79 | 1979/80 | 1980/81 | 1981/82 | 1982/83 | 1983/84 | 1984/85 | 1985/86 |  |  |  |  |
| Skate America                 |         |         |         |         |         |         | 9e      | 9e      |         | 12e     |  |  |  |  |
| Skate Canada                  |         |         |         |         |         |         | 11e     | 8e      |         |         |  |  |  |  |
| Trophée NHK                   |         |         |         |         |         |         |         |         | 11e     |         |  |  |  |  |
|                               |         |         |         |         |         |         |         |         |         |         |  |  |  |  |